# Grammia integra
Grammia integra là một loài bướm đêm thuộc phân họ Arctiinae, họ Erebidae.